# Гюнтер Келлер
Гюнтер Келлер (нім. Günther Keller; 25 серпня 1921, Донауешинген — 8 травня 2008, Констанц) — німецький офіцер-підводник, оберлейтенант-цур-зее крігсмаріне.

## Біографія
1 грудня 1939 року вступив на флот. З 1 травня по 23 листопада 1941 року пройшов практику вахтовоого офіцера на підводному човні U-372, на якому взяв участь у двох походах, під час яких були потоплені 3 кораблі загальною водотоннажністю 11 751 тонну. З 24 листопада 1941 по 18 травня 1942 року пройшов курс підводника. З 19 травня 1942 року — 3-й вахтовий офіцер на U-336. 12 листопада 1942 року направлений на будівництво U-277. З 21 грудня 1942 року — 1-й вахтовий офіцер на U-277, на якому взяв участь у чотирьох походах в Північне море. З 28 лютого по 30 квітня 1944 року пройшов курс позиціонування (радіовимірювання), з 1 травня по 9 червня — курс командира човна.
З 28 червня 1944 року — командир U-981. 7 серпня 1944 року вийшов у свій перший і останній похід. 12 серпня 1944 року U-981 був потоплений міною британського мінного поля Cinnamon та глибинними бомбами британського бомбардувальника «Галіфакс». 12 членів екіпажу загинули, 40 (включаючи Келлера) були врятовані U-309. Келлер був переданий в розпорядження 3-ї флотилії.
У вересні-жовтні 1944 року перебував у відпустці, після чого був направлений на будівництво U-3521. З 14 січня 1945 року — командир U-3521. 2 травня 1945 року наказав затопити човен в рамках операції «Регенбоген». 8 травня 1945 року взятий в полон британськими військами. 28 липня 1945 року звільнений.

## Звання
- Кандидат в офіцери (1 грудня 1939)
- Морський кадет (1 травня 1940)
- Фенріх-цур-зее (1 листопада 1940)
- Оберфенріх-цур-зее (1 листопада 1941)
- Лейтенант-цур-зее (1 липня 1942)
- Оберлейтенант-цур-зее (1 грудня 1943)

## Нагороди
- Нагрудний знак підводника (27 жовтня 1941)
- Залізний хрест
  - 2-го класу (18 серпня 1943)
  - 1-го класу (1944)